# Francesco Zappa (album)
Francesco Zappa è il quattordicesimo album in studio di Frank Zappa, pubblicato nel 1984.
In questo album, Frank Zappa esegue al synclavier composizioni di musica da camera attribuite (alcuni movimenti tratti dall'"Opus I" e dall'"Opus IV" datati fra il 1763 ed il 1788) al violoncellista e compositore milanese del periodo classico Francesco Zappa, realmente vissuto nel XVIII secolo, e di cui il poliedrico artista siculo-americano scoprì l'esistenza trovando copie dei suoi spartiti, e una voce a lui dedicata nel New Grove Dictionary, presso la libreria universitaria dell'Università della California a Berkeley.
David Ocker suonò un pezzo di musica di Francesco Zappa a Frank Zappa destando la sua curiosità per il suo omonimo musicista vissuto nel '700. Dato che la musica di Francesco Zappa non era in commercio e la si poteva trovare soltanto presso l'archivio della Libreria dei Mormoni, Frank Zappa decise di pubblicarla lui stesso. Quindi decise di programmare alcune composizioni del musicista classico italiano nel suo nuovo sintetizzatore Synclavier e di eseguirle in questa veste insolita.
Francesco Zappa fu il primo album nel quale Frank Zappa utilizzò il Synclavier, ma non il primo ad essere pubblicato, poiché brani musicali elaborati al synclavier erano già apparsi nei dischi The Perfect Stranger e Thing-Fish.

## Tracce
1. Opus I: No. 1 First Movement: Andante – 3:32
2. No. 1 2nd Movement: Allegro Con Brio – 1:27
3. No. 2 1st Movement: Andantino – 2:14
4. No. 2 2nd Movement: Minuetto Grazioso – 2:04
5. No. 3 1st Movement: Andantino – 1:52
6. No. 3 2nd Movement: Presto – 1:50
7. No. 4 1st Movement: Andante – 2:20
8. No. 4 2nd Movement: Allegro – 3:04
9. No. 5 2nd Movement: Minuetto Grazioso – 2:29
10. No. 6 1st Movement: Largo – 2:08
11. No. 6 2nd Movement: Minuet – 2:03
12. Opus IV: No. 1 1st Movement: Andantino – 2:47
13. No. 1 2nd Movement: Allegro Assai – 2:02
14. No. 2 2nd Movement: Allegro Assai – 1:20
15. No. 3 1st Movement: Andante – 2:24
16. No. 3 2st Movement: Tempo Di Minuetto – 2:00
17. No. 4 1st Movement: Minuetto – 2:10